# The Negation
The Negation là album phòng thu thứ ba của ban nhạc death metal đến từ Ba Lan, Decapitated. Album được phát hành ngày 9 tháng 3 năm 2004, thông qua hãng ghi âm Earache Records.

## Danh sách bài hát
Tất cả các ca khúc được viết bởi Decapitated, ngoại lệ đã được ghi chú.
| STT              | Nhan đề                                                  | Thời lượng |
| ---------------- | -------------------------------------------------------- | ---------- |
| 1.               | "The Fury"                                               | 4:26       |
| 2.               | "Three-Dimensional Defect"                               | 3:57       |
| 3.               | "Lying and Weak"                                         | 3:25       |
| 4.               | "Sensual Sickness"                                       | 4:05       |
| 5.               | "The Calling" (Instrumental)                             | 1:17       |
| 6.               | "The Negation"                                           | 5:04       |
| 7.               | "Long-Desired Dementia"                                  | 3:21       |
| 8.               | "The Empty Throne"                                       | 4:41       |
| 9.               | "Lunatic of God's Creation" (Bonus track, Deicide cover) | 2:34       |
| Tổng thời lượng: | Tổng thời lượng:                                         | 32:50      |